# Foglia
El Foglia és el riu més al nord de la regió de les Marques d'Itàlia. En l'antiguitat era conegut com Pisaurus, ja que desembocava al mar Adriàtic a Pisaurum (l'actual Pesaro). També era conegut com l'Isaurus. El naixement del riu es troba a l'oest de Sestino a la província d'Arezzo (que es troba a la regió de la Toscana d'Itàlia) a les muntanyes dels Apenins Umbrio-Marques.
Els principals afluents per l'esquerra són el torrent Apsa di Macerata, el riu Fogliola, i el torrent Mutino; i per la dreta el riu Apsa i el Apsa di San Donato.